# Sapphoa
- Commons
- Wikispecies

Sapphoa Urb., 1922, segundo o Sistema APG II, é um gênero botânico da família Acanthaceae.

## Espécies
As principais espécies são:
- Sapphoa ekmanii
- Sapphoa rigidifolia